# Orneta (gmina)
Orneta est une gmina mixte du powiat de Lidzbark, Varmie-Mazurie, dans le nord de la Pologne. Son siège est la ville d'Orneta, qui se situe environ 30 km à l'ouest de Lidzbark Warmiński et 44 km au nord-ouest de la capitale régionale Olsztyn.
La gmina couvre une superficie de 244,13 km2 pour une population de 12 701 habitants.

## Géographie
Outre la ville de Orneta, la gmina inclut les villages d'Augustyny, Bażyny, Biały Dwór, Bogatyńskie, Chwalęcin, Dąbrówka, Drwęczno, Gieduty, Henrykowo, Karbowo, Karkajmy, Klusajny, Krosno, Krzykały, Kumajny, Lejławki Małe, Lejławki Wielkie, Miłkowo, Mingajny, Nowy Dwór, Opin, Osetnik, Ostry Kamień, Wojciechowo et Wola Lipecka.
La gmina borde les gminy de Godkowo, Lidzbark Warmiński, Lubomino, Miłakowo, Pieniężno, Płoskinia et Wilczęta.